# ポーランド共和国上院

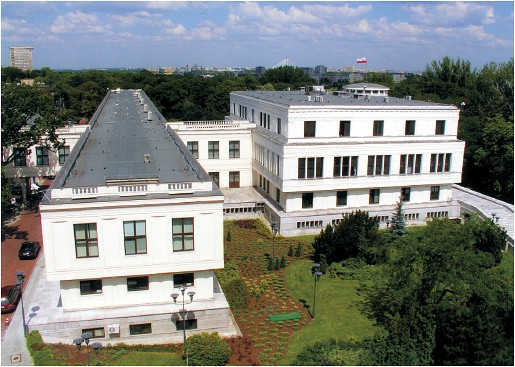
上院議事堂外観

ポーランド共和国上院（ポーランドきょうわこくじょういん、ポーランド語: Senat Rzeczypospolitej Polskiej）は、ポーランド共和国における立法府であるポーランド共和国国会を構成する議院である。

## 概要
ポーランド共和国下院と共に両院制議院を構成している。セナト（Senat）と通称され、また元老院とも訳される。名称は中世ポーランド王国における国王と高官たちの協議機関であったセナト（元老院）に由来する。1989年、ポーランド統一労働者党（共産党）政権と独立自主管理労働組合「連帯」の合意により発足した。上院が創設された当時、上院本会議は下院議事堂の一室を用いて行われていたが、1991年5月からは新設された上院議事堂が使用されている。

## 選挙制度
- 定数：100議席
- 選挙制度：小選挙区制。2011年7月の法改正でこれまでの大選挙区制が改められ小選挙区制が導入された。
- 有権者：18歳以上のポーランド国民
- 被選挙権：30歳以上のポーランド国民
- 投票方法：候補者に投票